# البطولات الفرنسية 1911 (كرة مضرب)
في دورة رولان غاروس الدولية عام 1911 فاز في بطولة فردي الرجال اللاعب ( الفرنسي) أندريه غوبيرت (André Gobert).